# Bükkszenterzsébet
Bükkszenterzsébet község az Észak-Magyarországi régióban, Heves vármegye Pétervásárai járásában.

## Fekvése
Az Északi-középhegységben, a Heves–Borsodi-dombságban, a Leleszi-patak mellett fekszik, Pétervásárától kb. 6 km-re, északkeletre, a vármegyeszékhelytől, Egertől kb. 35 km-re, északnyugatra. Szomszédos települések: Pétervására, Váraszó, Tarnalelesz, Fedémes.

## Megközelíthetősége
Közúton a Kisterenye (Bátonyterenye) és Tarnalelesz között vezető 23-as főúton érhető el. A megyeszékhely felől Tarnaleleszig a 25-ös főúton, onnan pedig a 23-as főúton lehet elérni a községet.
A közúti tömegközlekedést a Volánbusz autóbuszai végzik.
Vasútvonala nincs a településnek.

## Története
A fennmaradt adatok szerint Bükkszenterzsébet  még II. András uralkodásának ideje alatt települhetett, és nevét II. András leányától Szent Erzsébettől vette.
Egyházát valószínűleg a szent királyleány kíséretéhez tartozó Farkas és Dávid alapították, és
1244-ben IV. Béla királytól engedélyt nyertek, hogy nővére tiszteletére egyházat építhessenek.
A település 1332-1337 évi pápai tizedjegyzékben a hevesi kerület plébániái között Sancta Elisabeth néven fordult elő. 1451-ben Egyházasszenterzsébet, 1466-ban Szenterzsébet néven szerepelt. Az 1564 évi összeírásban már csak mint puszta volt feltüntetve e néven, 12 portával.
1589-1590 évi számadáskönyvek adatai szerint ekkor az egri várba szolgáltatta be a főpapi tizedet. 1675-ben a Szirák, Zay, Petre, Gyönge, Csorba, Forgon armalista családok laktak itt. 1684-ben Eösz Gábor birtoka volt. 1693-ban Usz Gábor, Bertóti Gábor, Utassy György, Bozó János, Petrin Máté, Zay Lukács, Forgó Máté, Ködmön Pál és Szilák Albert birtoka volt.
A 19. század első felében is több birtokosa volt: az Utasy, Menyhárt, Zay, Kovács, Plathy, Ónody, Gelléry és Szirák családok birtoka volt.
A 20. század elején Menyhárt Mihály és az Utassy, Zay utódok voltak birtokosai.
Az 1900-as évek elején 205 lakóházban 1087 lakos élt itt, valamennyien magyarok, közülük 2 evangélikus, 24 izraelita, a többi pedig római katolikus volt.
A település 1903-ban kapta jelenlegi nevét, addig Szenterzsébetnek hívták.
1949-ben egyesítették Tarnalelesszel, és csak 1957-ben nyerte vissza önállóságát.

## Közélete

### Polgármesterei
- 1990–1994: Zay László (független)[3]
- 1994–1998: Zay László (független)[4]
- 1998–2002: Zay László (független)[5]
- 2002–2006: Ferenc László (független)[6]
- 2006–2010: Dr. Juhász László Ákos (független)[7]
- 2010–2014: Dr. Juhász László Ákos (független)[8]
- 2014–2019: Ortó Szilárd (független)[9]
- 2019–2024: Ortó Szilárd (független)[10]
- 2024– : Ortó Szilárd (független)[1]

Az önkormányzat címe: 3257 Bükkszenterzsébet, Szabadság út 199., telefonszáma 36/567-016, faxszáma 36/367-074; e-mail címe: postmaster@berzsebet.t-online.hu, hivatalos honlapja: http://www.bukkszenterzsebet.hu. A településen Cigány Nemzetiségi Önkormányzat is működik.

## Népesség
A település népességének változása:
| Lakosok száma | 1114 | 1076 | 1067 | 1028 | 951  | 959  | 962  |
|               | 2013 | 2014 | 2015 | 2021 | 2022 | 2023 | 2024 |

2001-ben a település lakosságának 91%-a magyar, 9%-a cigány nemzetiségűnek vallotta magát.
A 2011-es népszámlálás során a lakosok 92,6%-a magyarnak, 12,4% cigánynak, 0,4% románnak mondta magát (7,4% nem nyilatkozott; a kettős identitások miatt a végösszeg nagyobb lehet 100%-nál). A vallási megoszlás a következő volt: római katolikus 73,3%, református 2,7%, felekezeten kívüli 5% (17,2% nem nyilatkozott).
2022-ben a lakosság 92,7%-a vallotta magát magyarnak, 17,4% cigánynak, 0,5% románnak, 0,1-0,1% bolgárnak és szerbnek, 1,2% egyéb, nem hazai nemzetiségűnek (7,2% nem nyilatkozott; a kettős identitások miatt a végösszeg nagyobb lehet 100%-nál). Vallásuk szerint 57,6% volt római katolikus, 2,4% református, 0,4% görög katolikus, 0,4% evangélikus, 0,4% egyéb keresztény, 0,9% egyéb katolikus, 11,6% felekezeten kívüli (26,2% nem válaszolt).

## Egyházi közigazgatás

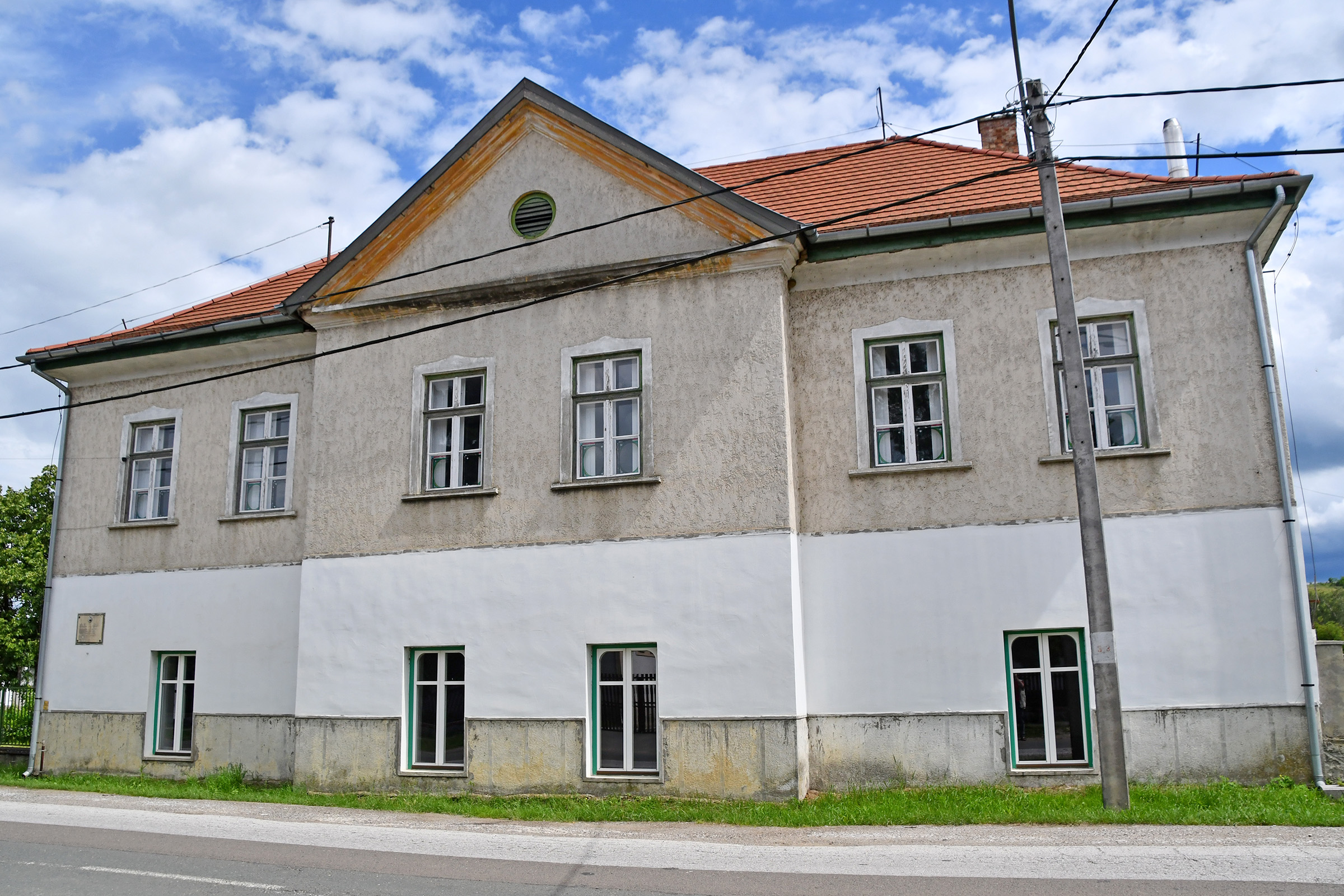
Római katolikus plébánia

### Római katolikus egyház
Az Egri főegyházmegye (Egri Érsekség) Székesegyházi Főesperességének Parádi Esperesi Kerületéhez tartozik. Önálló plébániával rendelkezik. A plébániatemplom titulusa: Árpád-házi Szent Erzsébet. Fíliaként a plébániához tartoznak Fedémes római katolikus vallású lakói is.

### Református egyház
A Tiszáninneni Református Egyházkerület (püspökség) Egervölgyi Egyházmegyéhez (esperességéhez) tartozó Andornaktályai Anyaegyházközséghez tartozik, mint szórvány.

## Természeti értékek
- A település közvetlen határában található a Bükki Nemzeti Parkhoz tartozó Tarnavidéki Tájvédelmi Körzet 184 ha-s területe. Itt számos védett, ritka növény- és állatfaj (pl. holló, sólyom stb.) látható.
- Glaukonitos homokkő a Nagy-kő, a Kis-kő és az Ordas-kő.
- A Nagy-kő körüli ősborókás szintén a védett területhez tartozik.
- A Magyar Állami Földtani Intézet bemutató célokat szolgáló löszfal-talajszelvényt alakított ki az Erzsébet-völgy felé vezető közút bejáratánál.

## Híres emberek
- Mindszenty Gedeon költő, egyházi szónok 1866-tól itt élt a településen.
- Utassy József (1942–2010) költő gyermekkorában itt élt.

## Nevezetességek
- Római katolikus templom: 1761 és 1773 között épült. 1833-ban felújították.Árpád-házi Szent Erzsébet tiszteletére van felszentelve. Késő barokk stílusú.
- Római katolikus plébánia: Eredetileg 1794-ben épült, barokk stílusban. 1946-ban emeletet építettek rá.
- Lakóház (Fürst út 2.): Népi jellegű épület.
- Lakóház (Fürst út 4.): Népi jellegű épület.

## Testvértelepülései
- Székelyszenterzsébet, Románia